# 雷恩 (學者)
雷恩（1913年—2000年），又譯作羅拔雷恩，教育家，曾任香港中文大學崇基學院院長及長春社首任主席。

## 生平
羅拔·雷恩，英國林肯郡人，生於非洲肯尼亞。三十年代就讀於英國牛津大學，主修希臘及拉丁文學，1937年獲文學碩士銜。二次大戰時，雷恩任英國皇家空軍轟炸機中隊駕駛員，以作戰英勇，得飛行十字勛章。曾有一段日子，他成為戰俘身陷德國牢獄。戰後英國基爾大學創立，他擔任該校古典文學講師及胡佛堂舍監，共13年。
1964年2月，雷恩應崇基學院校董會之聘，任崇基學院副校長，協助時任校長的容啟東博士。1975年，擔任副校長11年後，雷恩繼任為崇基學院校長，在任期間，參與創建牟路思怡圖書館。
1969年，雷恩於居港期間，曾出任「香港保護自然景物協會」（後改稱「長春社」）首任主席，以及「香港青年協會」執行委員會主席。 雷恩1976年退休，之後返回英國居住，於2000年在當地辭世。